# 塔爾恰鄉
47°27′N 22°11′E / 47.450°N 22.183°E
塔爾恰鄉（羅馬尼亞語：Comuna Tarcea, Bihor），是羅馬尼亞的鄉份，位於該國西北部，由比霍爾縣負責管轄，面積64平方公里，海拔高度105米，2007年人口2,590，人口密度每平方公里40人。